# Wyomia Tyus
Wyomia Tyus Simburg, ameriška atletinja, * 29. avgust 1945, Griffin, Georgia, ZDA.
Wyomia Tyus je nastopila na poletnih olimpijskih igrah v letih 1964 v Tokiu in 1968 v Ciudad de Méxicu. Kot prva atletinja je dvakrat zapored osvojila naslov olimpijske prvakinje v teku na 100 m, ob tem pa je leta 1968 zmagala tudi v štafeti 4x100 m, leta 1964 pa je bila v tej disciplini srebrna. Med letoma 1964 in 1968 je štirikrat postavila nov svetovni rekord v teku na 100 m.